# Matsuri Hino
Matsuri Hino (樋野まつり, Hino Matsuri) é uma artista de mangá japonesa de Sapporo, Hokkaidō.

## Biografia
Uma antiga livraira, Matsuri Hino publicou seu primeiro título Kono Yume ga Sametara ("When This Dream Is Over") na revista LaLa DX no ano de 1995. Hino virou uma artista de mangá apenas meros nove meses depois de decidir virar uma. Com o sucesso de suas séries Toraware no Minoue ("Captive Circumstance") e MeruPuri, Hino se estabeleceu no mundo de mangá shōjo. Seu novo título, Vampire Knight, é publicado na revista LaLa mensalmente. Hino gosta de atividades criativas, e já disse que caso ela não tivesse virado uma artista de mangás, ela teria sido ou uma arquiteta ou aprendiz dos mestres do tradicional artesanato japonês.

## Trabalhos mais famosos
- Captive Heart (とらわれの身の上, Toroware no Minoue) - 5 livros.
- Meru Puri (めるぷり メルヘン☆プリンス, Merupuri Meruhen Purinsu) - 4 livros.
- WANTED - 1 livro.
- Vampire Knight (ヴァンパイア騎士, Vanpaia Naito) 19 volumes - concluído